# Theodor Teriete
Theodor Teriete (* 9. August 1907 in Rhede; † 15. Februar 1971 in Bocholt) war ein deutscher Gewerkschafter und Politiker (Zentrum, später CDU).

## Leben und Beruf
Theodor Teriete wurde am 9. August 1907 in Rhede geboren. Nach dem Besuch der Volksschule in seiner Heimatstadt absolvierte er eine Lehre und arbeitete von 1922 bis 1936 als Weber. Er bildete sich 1929/30 an der katholisch-sozialen Volkshochschule Seehof im oberbayerischen Kochel fort und war von 1936 bis 1945 als Lagermeister tätig. Außerdem fungierte er seit 1931 als Bezirksleiter der katholischen Werkjugend und betätigte sich als Vorstandsmitglied im Katholischen Arbeiterverein sowie im Christlichen Textilarbeiterverband.
Teriete arbeitete seit 1945 als Angestellter bei einer Behörde. Er vertrat weiterhin gewerkschaftliche Interessen, wurde 1948 als Gewerkschaftssekretär tätig und war von 1948 bis 1958 Vorsitzender des DGB-Kreisausschusses Bocholt-Borken. Seit 1958 war er Erster Vorsitzender des Christlichen Textil-, Bekleidungs- und Lederarbeiter-Verbandes Deutschlands (CTBLV). Er wurde 1959 Geschäftsführer des Gesamtverbandes der Christlichen Gewerkschaft Deutschlands (CGD) und war seit 1962 dessen Vorsitzender. Zudem war er seit 1959 Vorstandsmitglied des Christlichen Gewerkschaftsbundes Deutschlands (CGB). Theodor Teriete war verheiratet und hatte zehn Kinder.

## Politik
Teriete trat 1932 in die Zentrumspartei ein und war 1933 Mitglied der Amtsvertretung Rhede sowie Kreistagsmitglied des Kreises Borken.
Nach dem Zweiten Weltkrieg beteiligte sich Teriete an der Gründung der Christlich Demokratischen Union (CDU) in Rhede. Von 1948 bis 1951 war er Vorsitzender des CDU-Kreisverbandes Borken. Er gehörte seit 1948 erneut der Rheder Amtsvertretung an und war von 1948 bis 1960 wieder Kreistagsmitglied des Kreises Borken, nun als Vorsitzender der CDU-Fraktion. Bei der Bundestagswahl 1953 wurde er in den Deutschen Bundestag gewählt, dem er bis 1969 angehörte. Er war stets über die Landesliste Nordrhein-Westfalen ins Parlament eingezogen. Teriete war in der zweiten Legislaturperiode Mitglied im Ausschuss für Ernährung, Landwirtschaft und Forsten und in der zweiten und dritten im Ausschuss für Petitionen. Von der dritten bis zur fünften Legislaturperiode war er als ordentliches Mitglied im Sozialausschuss tätig.